# Lönneberga
Lönneberga är en småort i Lönneberga distrikt (Lönneberga socken) i Hultsfreds kommun i Kalmar län (Småland) belägen längs Nässjö-Oskarshamns Järnväg i ådalen intill Silverån, cirka 12 kilometer nordväst om Hultsfred.  
Strax intill (cirka 600 meter) ligger grannsamhället Silverdalen, vilket är av yngre datum men befolkningsmässigt det större av de två. Cirka 3 km sydväst om Lönneberga ligger Lönneberga kyrka. 
Ortsnamnet gjordes känt via böckerna om Emil i Lönneberga, skrivna av Astrid Lindgren samt de senare filmerna baserade på böckerna.  
I Lönneberga finns en liten "snickarbo" med en träskulptur av Emil. Skulpturen, invigd 27 maj 1998, är tillverkad av Torbjörn Berg efter förlaga från hans far Björn Berg, vilken gjorde illustrationerna till Emil-böckerna. 

## Historik
Namnet Lönneberga finns belagt i skrift sedan 1340-talet (med varierande stavningar) och åsyftade fram till bildandet av stationssamhället på socknen, kyrkbyn eller det hemman närmast Lönneberga kyrka vilket även kallats "Piparebostället" och "Klockargården". 
Lönneberga stationssamhälle bildades i samband med att en järnvägsstation anlades i Lönneberga socken under tidigt 1870-tal (expropriation av marken för järnvägen skedde 1869 -1873). Området för stationen, väster om Silverån nära gästgivaregården Dahl och Dahls Kvarn, var tidigare ängsmark i Lönneberga pastorsboställes ägo sedan storskiftet omkring 1785. Från detta och fram till ca 1860 var det tänkt att nybyggnad av Lönneberga kyrka skulle ske här, men planerna skrinlades och kyrkan anlades i stället strax norr om den gamla kyrkans plats.
Runt stationen, på ägor med enstaka torp och backstugor hörande till byarna Bockfall, Haddarp, Haddarpskvarn och Dahl växte stationssamhället fram. Till en början kallades orten Lönneberga Station alternativt Lönneberga stationsamhälle, men allteftersom den växte och blev centralort i Lönneberga landskommun blev enbart "Lönneberga" allt vanligare. 
År 1885 fick orten fast folkskola i och med att Lönneberga stationsskola stod färdig. 
Fram till 14 december 2014 fungerade stationen ännu för persontrafik då man lade ner persontrafiken på sträckan Eksjö-Hultsfred. . Ortens betydelse för godstrafik upphörde tidigare (gradvis under sent 1960-tal). 
Lönneberga vandrarhem byggdes som ålderdomshem 1931 och fungerade som sådant fram till sent 1970-tal då det gjordes om till vandrarhem. 

### Befolkningsutveckling
| Befolkningsutvecklingen i Lönneberga 1960–2015 | Befolkningsutvecklingen i Lönneberga 1960–2015 | Befolkningsutvecklingen i Lönneberga 1960–2015 | Befolkningsutvecklingen i Lönneberga 1960–2015 | Befolkningsutvecklingen i Lönneberga 1960–2015 |
| ---------------------------------------------- | ---------------------------------------------- | ---------------------------------------------- | ---------------------------------------------- | ---------------------------------------------- |
|                                                |                                                |                                                |                                                |                                                |
| År                                             |                                                |                                                | Folkmängd                                      | Areal (ha)                                     |
| 1960                                           | 1960                                           |                                                | 347                                            |                                                |
| 1965                                           | 1965                                           |                                                | 369                                            |                                                |
| 1970                                           | 1970                                           |                                                | 336                                            |                                                |
| 1975                                           | 1975                                           |                                                | 316                                            |                                                |
| 1980                                           | 1980                                           |                                                | 301                                            |                                                |
| 1990                                           | 1990                                           |                                                | 247                                            | 54                                             |
| 1995                                           | 1995                                           |                                                | 219                                            | 54                                             |
| 2000                                           | 2000                                           |                                                | 190                                            | 50#                                            |
| 2005                                           | 2005                                           |                                                | 180                                            | 50#                                            |
| 2010                                           | 2010                                           |                                                | 167                                            | 50#                                            |
| 2015                                           | 2015                                           |                                                | 170                                            | 49#                                            |
| Anm.: Upphörde som tätort 2000. # Som småort.  |                                                |                                                |                                                |                                                |

## Näringsliv
Den största arbetsplatsen på orten idag är legotillverkaren Lönneberga Mekaniska Verkstad, Detta efterträdde trucktillverkaren Silverdalens Mekaniska Verkstad, efter det att detta företag 1994 flyttat huvuddelen av sin produktion till Markaryd och 1997 lade ned sin tillverkning i Lönneberga. Silverdalens Mekaniska Verkstad, numera Konecranes Lifttrucks AB, grundades 1949. I övrigt saknas större arbetsplatser och istället är arbetspendling till närliggande större orter såsom Hultsfred och Vimmerby vanligt.   
Från mitten av 1870-talet till tidigt 1950-tal var orten betydande för utskeppening av virke och andra trävaror från ett flertal sågverk i Lönneberga med omnejd. Under 1900-talet har det även funnits ullspinneri, tillverkning av papperspåsar (i regi av Silverdalens pappersbruk), gjuteri och ett flertal mindre möbelfabriker. 
Under 1800-talet och inpå 1900-talet hölls här årliga marknader, i de äldre referenserna benämns dessa som Dahlsbro marknad medan de senare refereras till som Lönneberga marknad. Marknaden refereras ofta till som en boskaps- och kreatursmarknad. 
Lönneberga Sparbank startade sin verksamhet här 1 januari 1905; banken uppgick 2006 i Lönneberga-Tuna-Vena Sparbank